# Kříž pražských kostelů

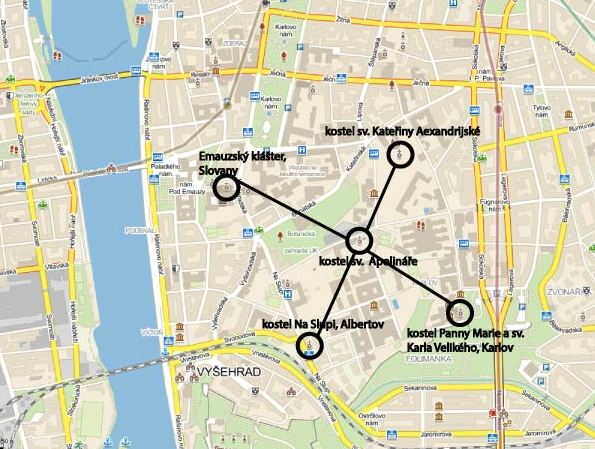
Kříž pražských kostelů

Kříž pražských kostelů, či jen kříž kostelů, je skupina pěti klášterních kostelů postavených v jižní části pražského Nového Města po jeho založení Karlem IV. roku 1348. Označení vychází z jejich vzájemného geografického uspořádání a souvisí s hypotézou, že tyto kostely s kláštery a jejich uspořádání měly v rámci velkolepě založeného města svůj hlubší, křesťansko-mystický význam.

## Kostely
Hypotéza se týká pěti kostelů, založených Karlem IV. na Novém Městě pražském, které společně tvoří pravidelný kříž.

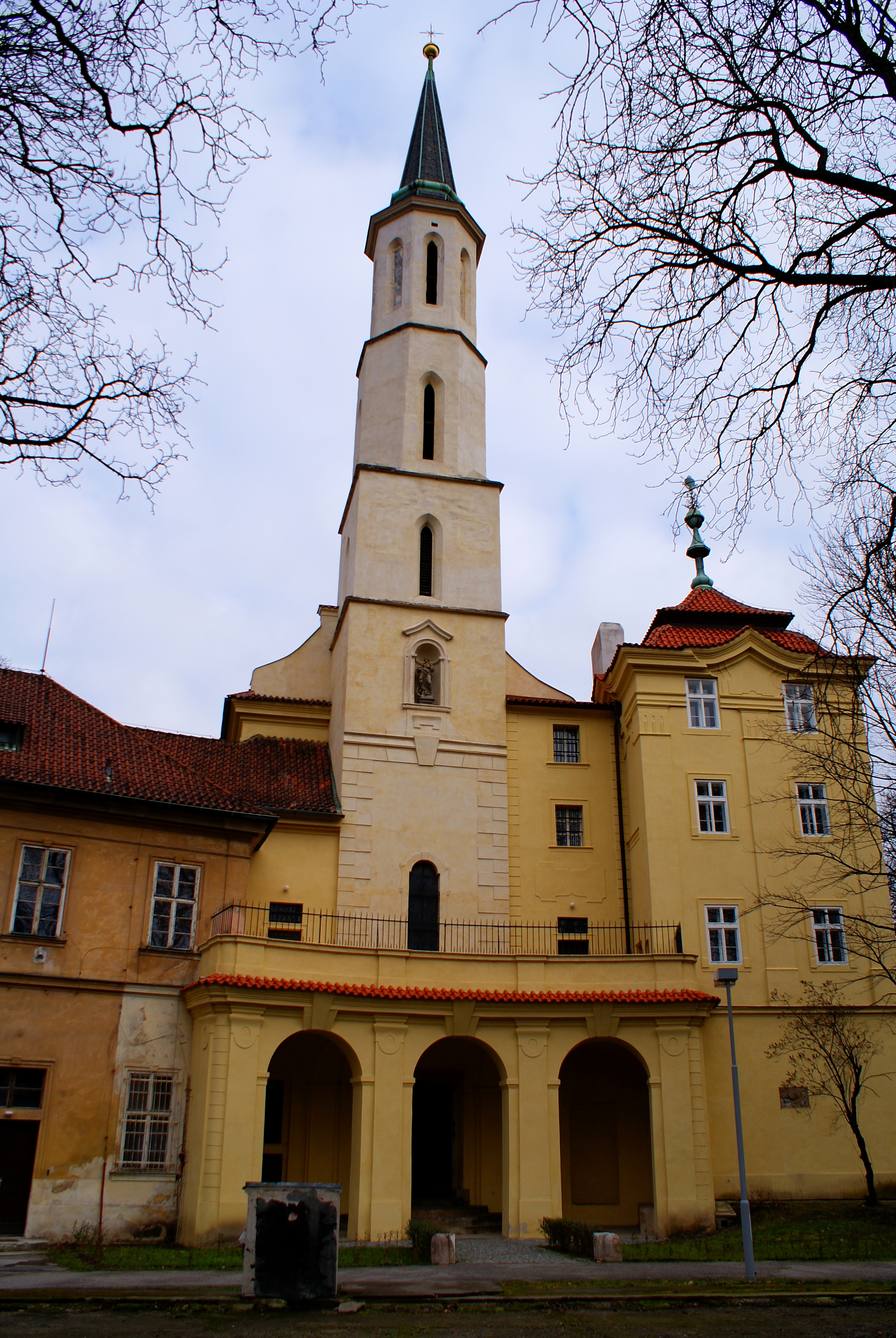
sever - Kostel svaté Kateřiny

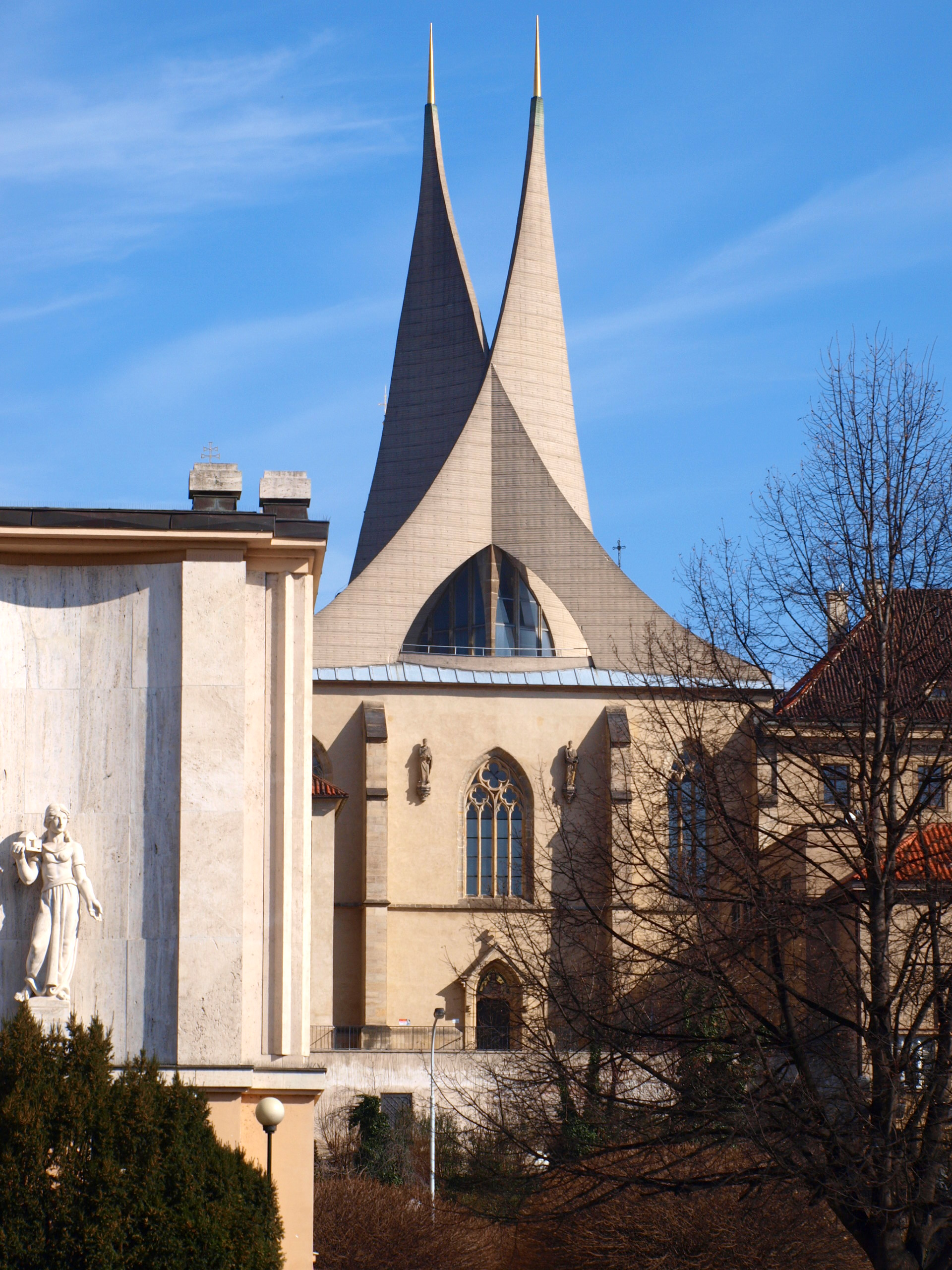
západ - Kostel Panny Marie na Slovanech
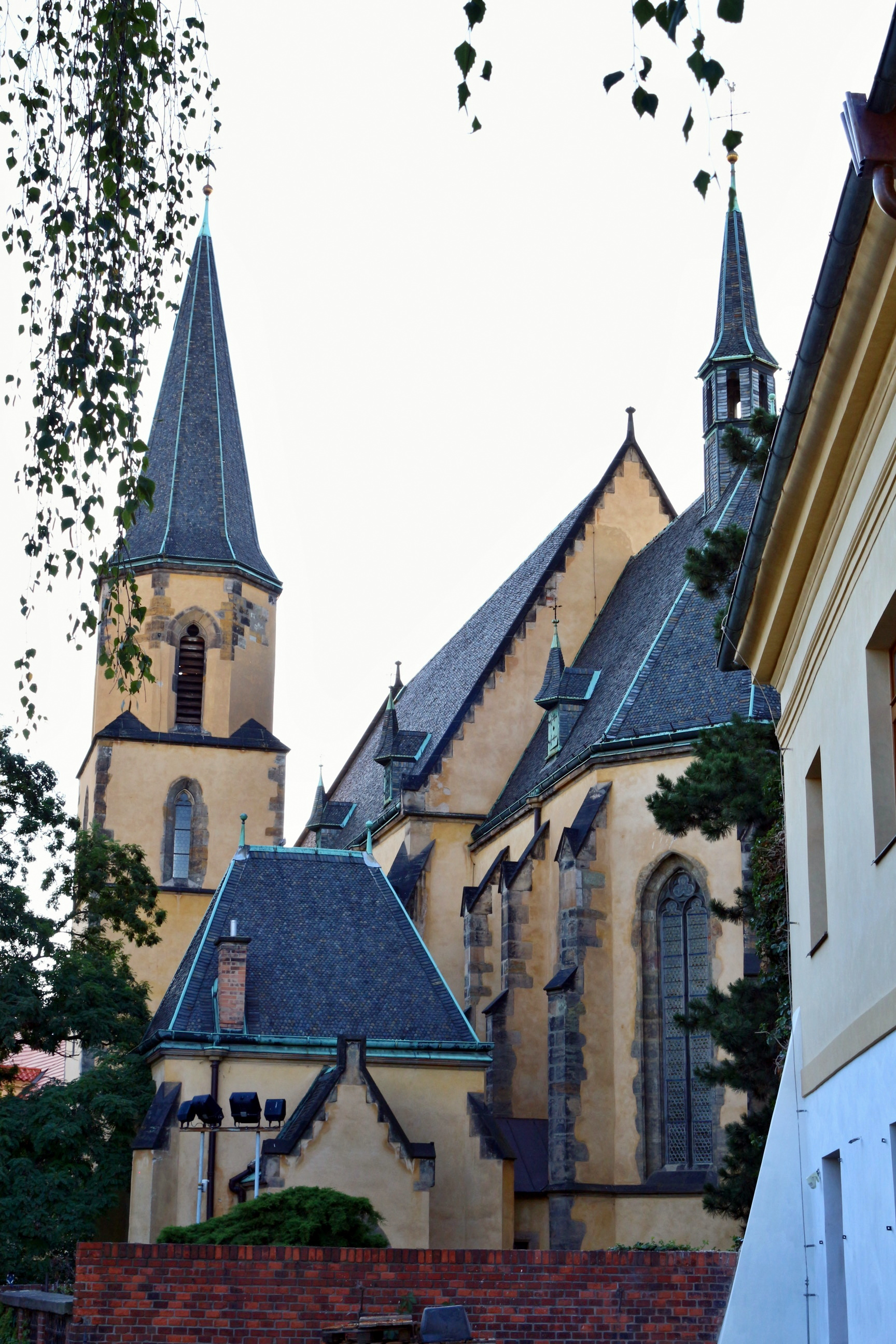
střed - Kostel svatého Apolináře
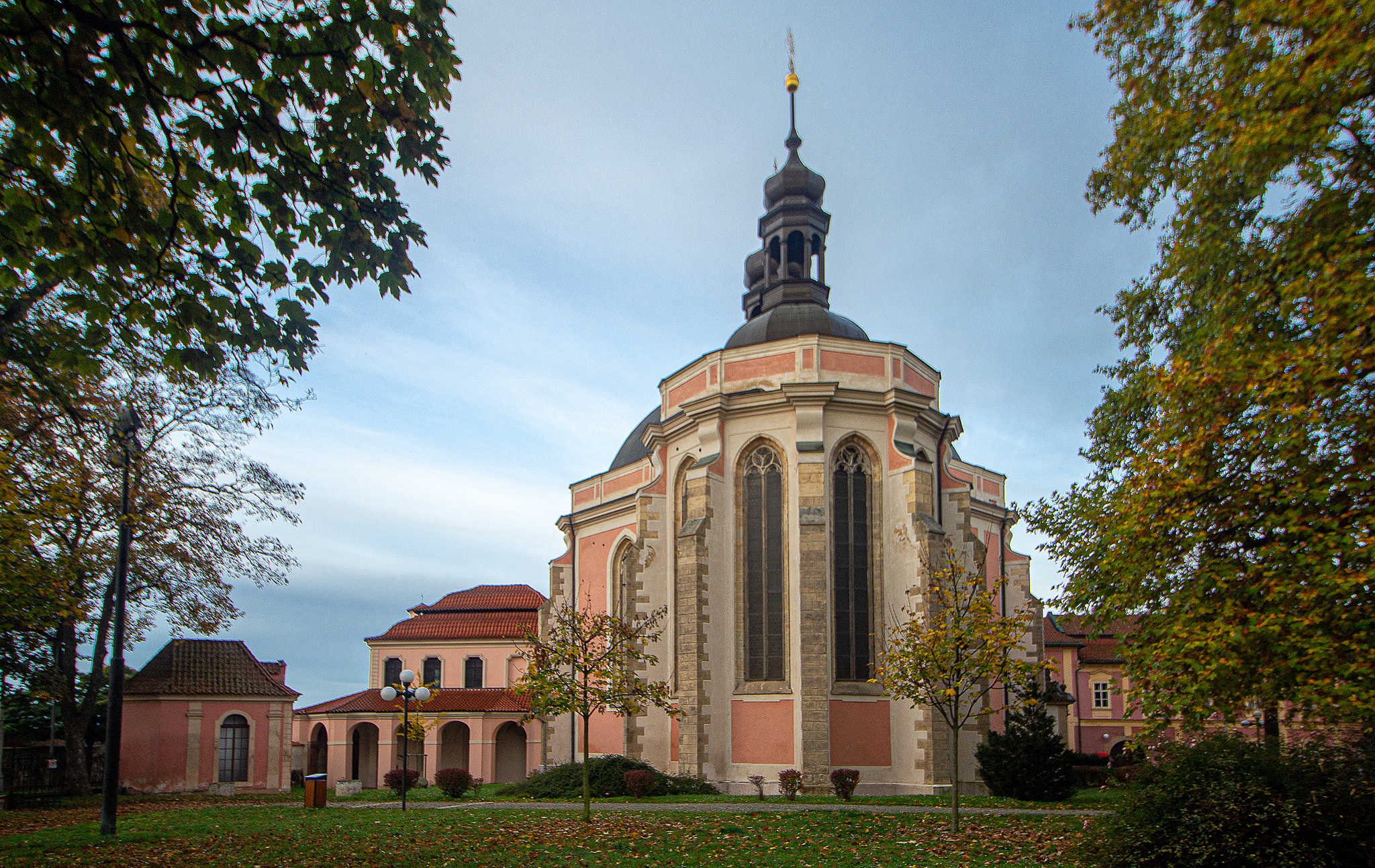
východ - Kostel Nanebevzetí Panny Marie a svatého Karla Velikého

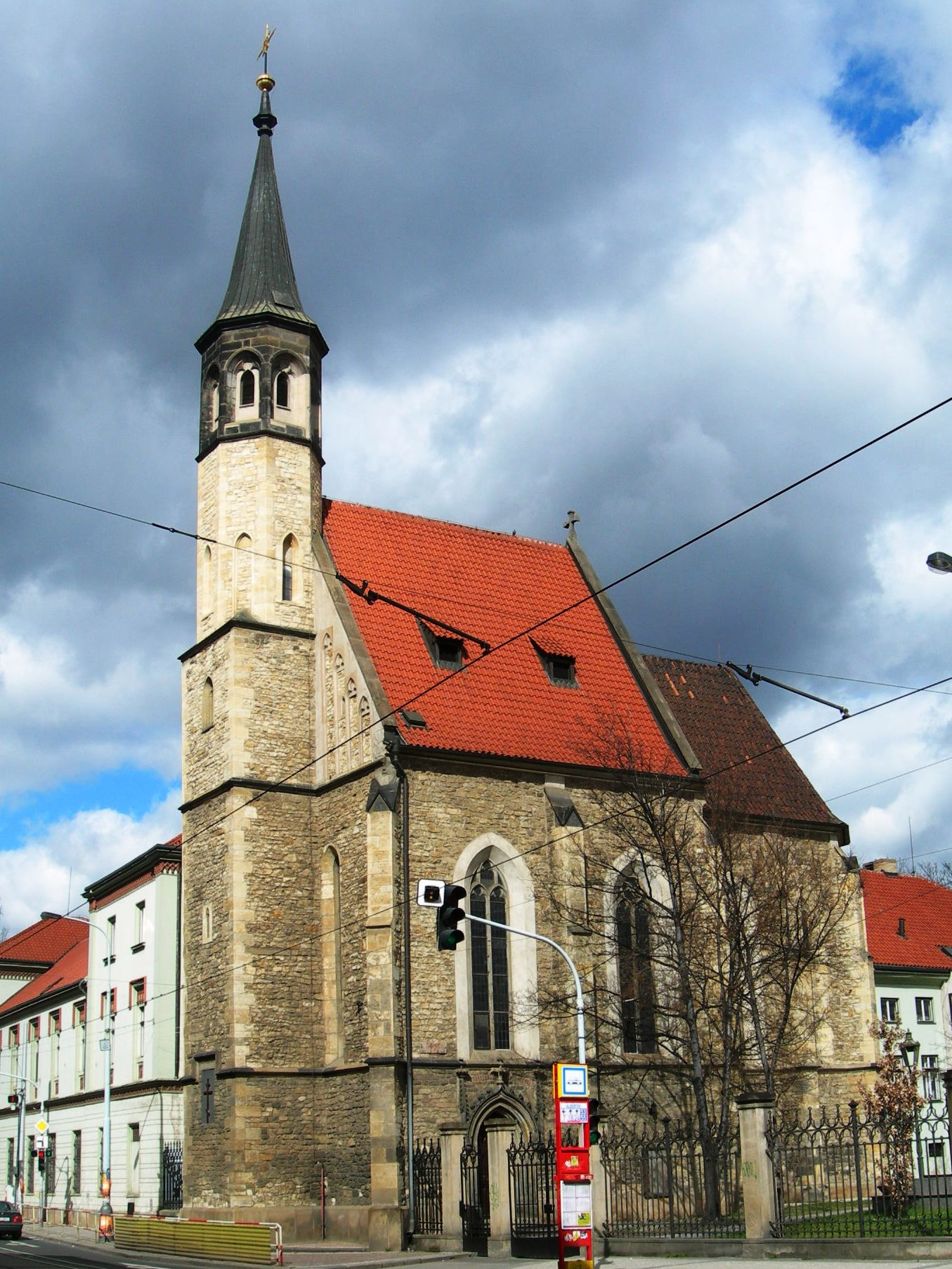
jih - Kostel Zvěstování Panny Marie Na trávníčku

## Historické a urbanistické pozadí

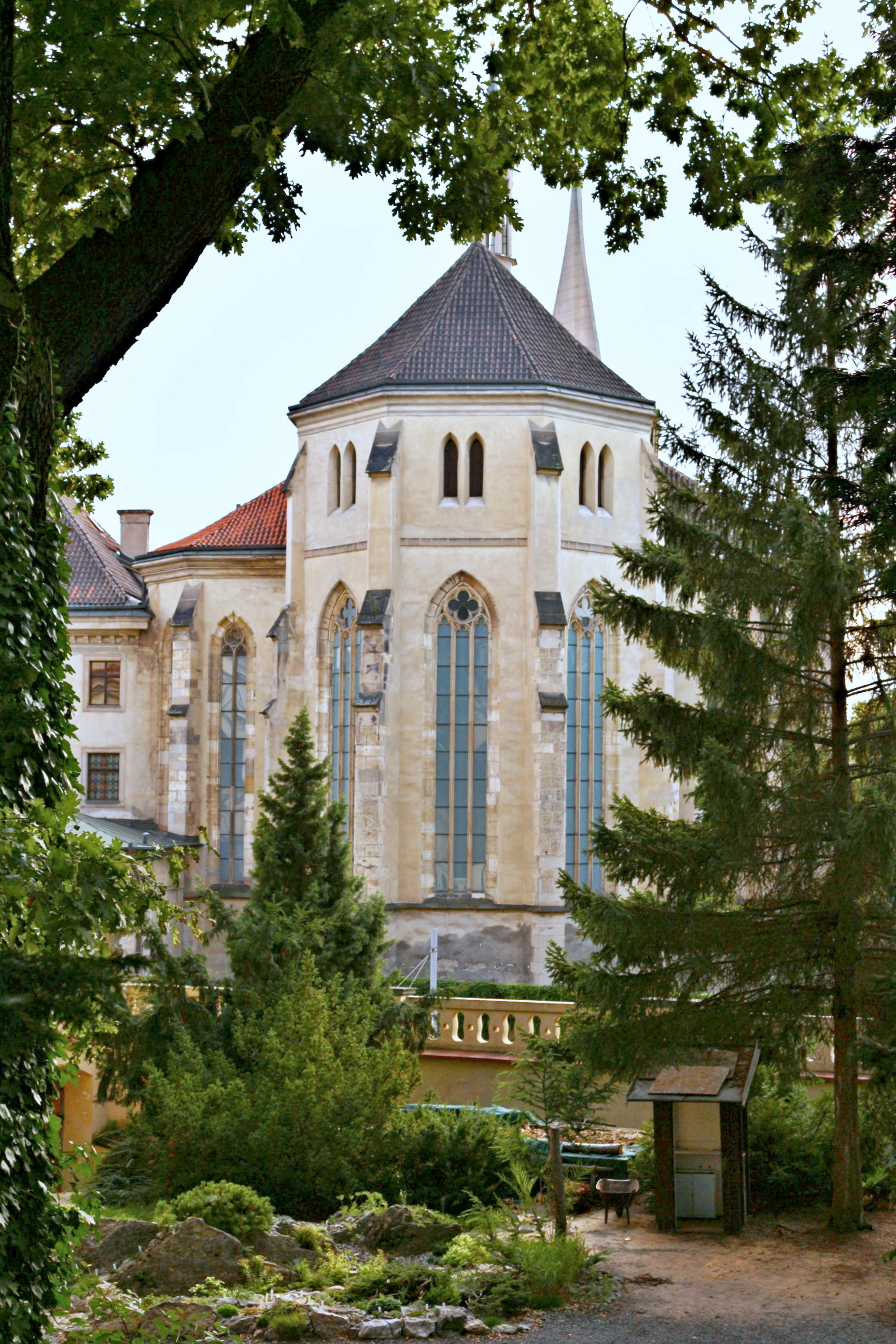
Východní strana kostela Panny Marie na Slovanech, Emauzský klášter, jeden z kostelů tvořících pražský kříž.

Velkolepě založené Nové Město bylo v širokém pásu obklopujícím Staré Město intenzívně zastavováno městskou zástavbou s celkem pravidelnou uliční sítí. Oproti tomu svažitá jižní část Nového Města u Vyšehradu zůstávala dlouho relativně volná s řadou zahrad. Částečně si tento charakter zachovala i do moderní doby, kdy zde byla umístěna řada především lékařských a přírodovědných univerzitních institucí (Albertov a okolí). Do tohoto prostoru bylo hned po založení města umístěno několik církevních institucí.
Nejstarší a nejvýznamnější byl Emauzský klášter pro benediktiny slovanské liturgie umístěný na dominantním místě nad Vltavou poblíž hlavního náměstí nového města, Dobytčího trhu. Byl založen ještě před oficiálním vznikem Nového Města roku 1347, spolu s karmelitánským klášterem u kostela Panny Marie Sněžné, který odkazuje na slavnou římskou baziliku, kde Cyril a Metoděj získali povolení pro slovanskou liturgii od papeže.
Druhá fundace, schválená již roku 1350, byl klášter augustiniánů kanovníků na Karlově, nejvyšším bodě Nového Města nad údolím Botiče proti Vyšehradu. Jeho kostel Nanebevzetí Panny Marie a svatého Karla Velikého svým spoluzasvěcením odkazuje na jmenovce Karla IV., obnovitele západořímského císařství Karla Velikého, jehož korunovační kapli v Cáchách kostel svým půdorysem připomíná.
V následujících letech byly založeny kláštery augustiniánek u kostela sv. Kateřiny a uveden do Čech řád servitů ke kostelu Panny Marie na Slupi. Konečně roku 1362 byla přesunuta kapitula augustiniánů kanovníků z původního kláštera v Sadské ke kostelu sv. Apolináře.

## Teorie o kříži kostelů
S teorií o kříži pražských kostelů přišel Vilém Lorenc v rámci své interpretace velkorysého založení Nového Města jako nápodoby nebeského Jeruzaléma ve své monografii publikované v roce 1973. Kriticky tuto koncepci později revidoval Jiří Kuthan.
Věže kostelů Panny Marie Na Trávníčku (Na Slupi), Apolináře a Kateřiny stojí v jedné linii a mají také stejnou architektonickou charakteristiku – štíhlá věž, která v horní části přechází z čtvercového půdorysu na osmiboký. Toto vede k domněnce, že lokace těchto kostelů byla plánována již v původním návrhu města, ačkoliv samotné církevní stavby byly zakládány v této oblasti Nového Města až postupně (klášter Na Slovanech 1347, klášter na Karlově 1352, sv. Kateřina 1355, Trávníček 1360, sv. Apolinář 1362). 
Kříž staveb ve středověku znamenal zvláštní požehnání městu. Svislé břevno prodlouženo k jihu má svou patku na Vyšehradě u chrámu postaveného v ose kostela sv. Petra a Pavla.

## Kříž románských kostelů

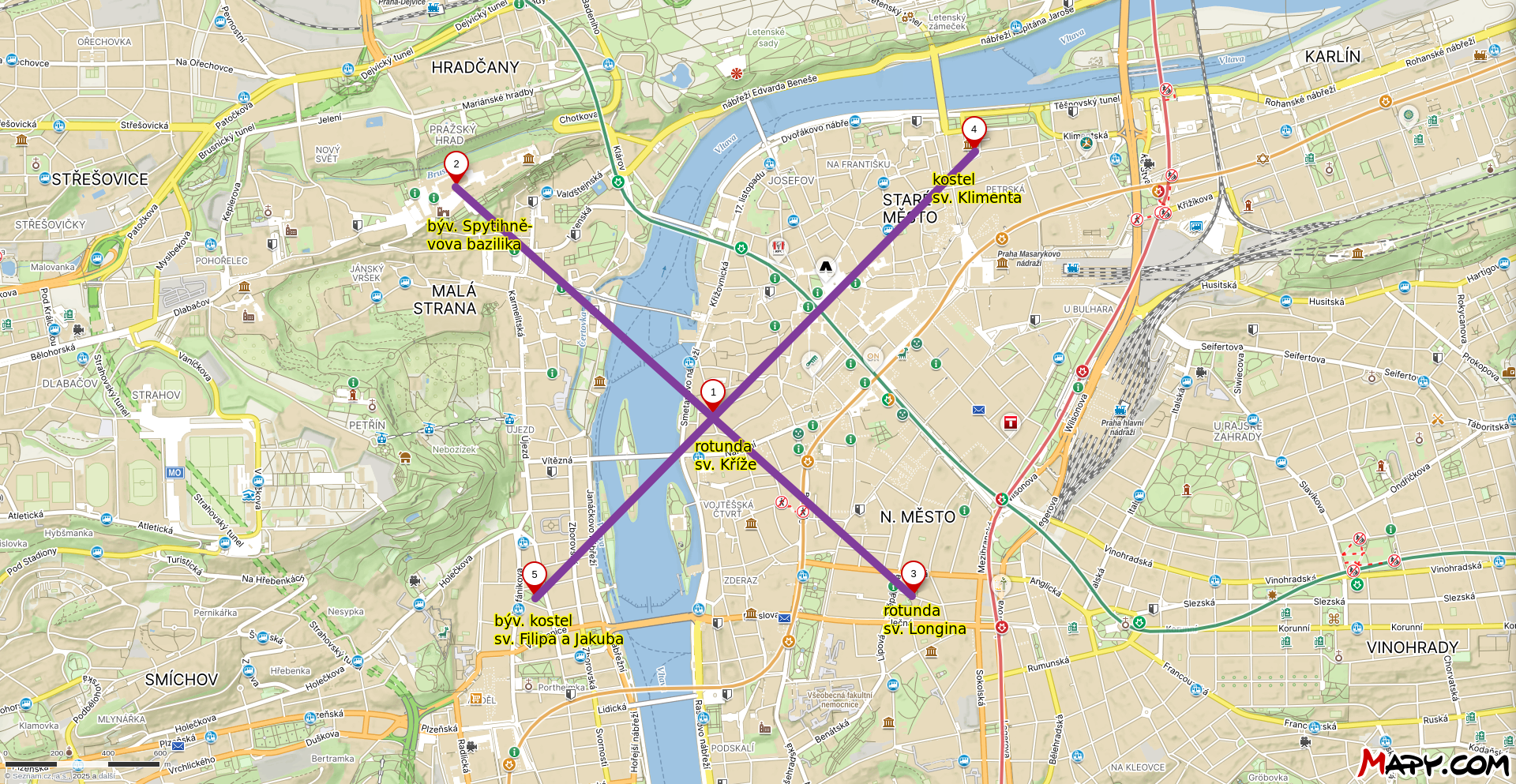
Románské kostely v Praze, jejichž spojnice tvoří kříž, v jehož středu je rotunda sv. Kříže.

Další, starší kříž tvoří skupina kostelů postavených už v románském období se středem v rotundě svatého Kříže Menšího na Starém Městě. Tu protíná spojnice Spytihněvovy baziliky na Pražském hradě, postavené na místě předrománské rotundy sv. Víta a dnešní katedrály, a rotundy sv. Longina ve vsi Rybníček zahrnuté později do Nového Města. Na Novém Městě se nachází i kostel sv. Klimenta, jeden z nejstarších pražských kostelů, ze kterého vychází druhé břevno kříže protínající rotundu sv. Kříže a dnes již zaniklý kostel sv. Filipa a Jakuba jižně od Malé Strany, v místech dnešního Arbesova náměstí.